# Val Saisera
La Val Saisera (o Valbruna) è una valle montana delle Alpi Giulie, laterale della Val Canale, situata nel territorio del comune di Malborghetto Valbruna (provincia di Udine, Friuli-Venezia Giulia).

## Origine del nome

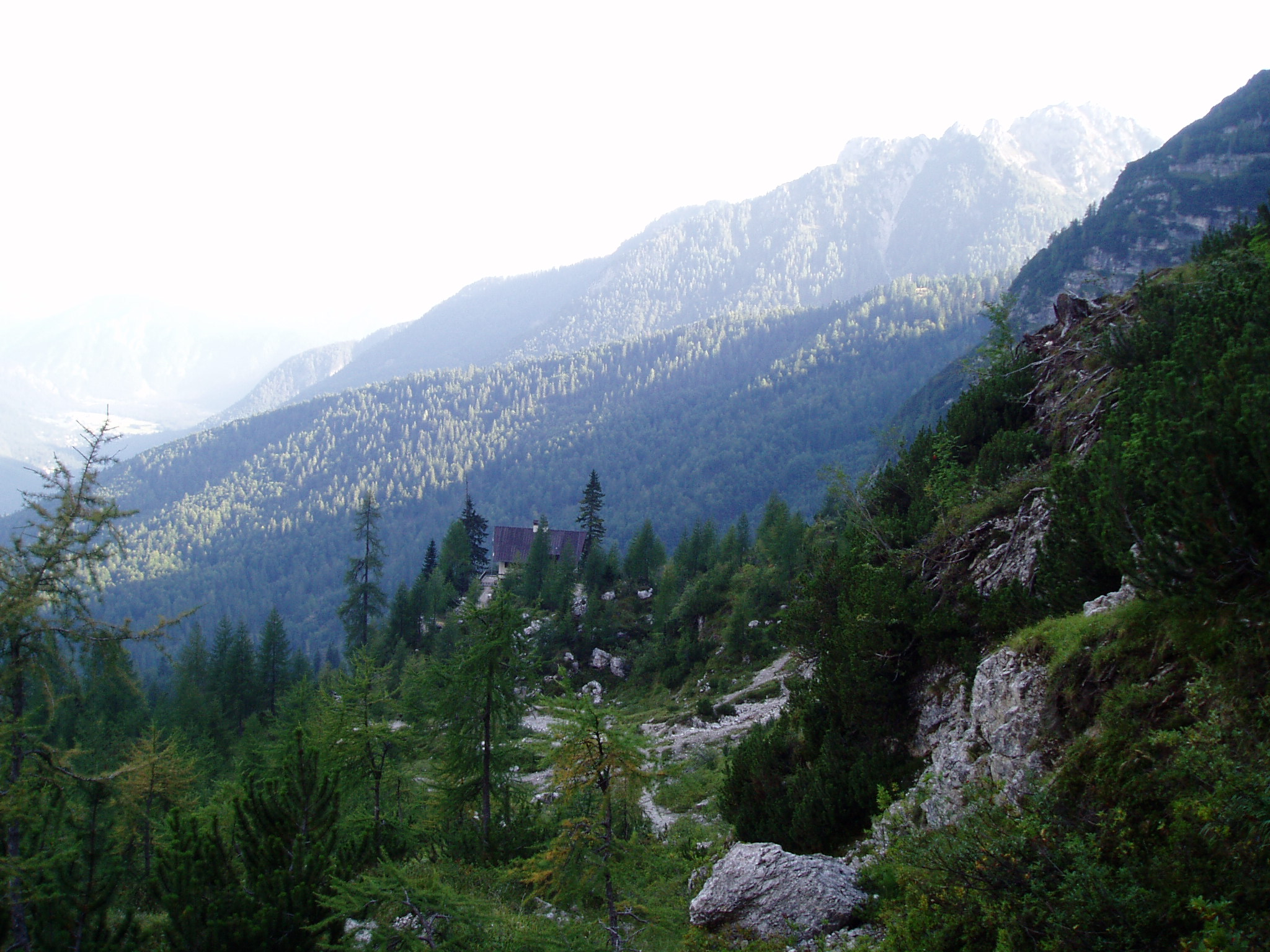
Il rifugio Pellarini

Assume il proprio nome dal Torrente Saisera, che l'attraversa.

## Geografia
Situata in comune di Malborghetto Valbruna, profonda pochi chilometri, è attraversata dal torrente Saisera in direzione sud - nord ed è dominata dalle imponenti vette dello Jôf Fuart (2.666 m) e dello Jôf di Montasio (2.754 m). Le acque del suo torrente si gettano in quelle del fiume Fella e proprio alla confluenza tra la valle e la Val Canale sorge il paese di Valbruna.

### Clima
Questo fondovalle piatto permette il raggiungimento di temperature molto basse specie d'inverno nonostante l'altitudine non particolarmente elevata (950–1000 m): infatti secondo fonti non ufficiali la temperatura minima sarebbe scesa fino a -40 °C. Quello che è certo è che la zona sicuramente ha superato i - 30 °C come dimostra un dato ufficiale degli ultimi anni con una minima di -25 °C. Un altro aspetto del clima locale è dato l'abbondanza di precipitazioni a carattere nevoso, che durante l'inverno porta il manto nevoso quasi sempre oltre i 100 cm, un valore molto notevole per la quota.
Dal 2006 l'unione meteorologica del Friuli-Venezia Giulia vi ha installato una piccola stazione meteo.

## Turismo
La valle è meta molto frequentata dai turisti, in tutte le stagioni; nel fondovalle, che si trova a una altezza media di 900 m, vi è un anello per lo sci di fondo. In quota sono presenti due rifugi alpini: il Rifugio Fratelli Grego (1.389 m) e il Rifugio Luigi Pellarini (1.499 m).